# Стриженко Олександр Анатолійович
Олекса́ндр Анато́лійович Стриже́нко (1978—2023) — український військовослужбовець, учасник російсько-української війни.

## З життєпису
Народився 1978 року в селі Новоселівка Сумської області. Навчався в Бондарській восьмирічній школі; у Конотопському профтехучилищі здобув професію електромонтера. Працював в сільськогосподарському підприємстві електриком; займався ремонтом автомобілів. 2019 року поїхав працювати за кордон.
Після повномасштабного вторгнення повернувся додому; 19 квітня 2022 року призваний на військову службу. Оператор відділення ПТКР механізованого батальйону 66-ї бригади.
Загинув у бою 15 липня 2023 року в Луганській області внаслідок артилерійського обстрілу, виконуючи бойове завдання.
Похований в Новоселівці 20 липня 2023-го.

## Нагороди
- Орден «За мужність» III ступеня[2].